# Pixel 10
Pixel 10、Pixel 10 Pro及Pixel 10 Pro XL是由Google发布的Android智能手机，为Pixel 9、Pixel 9 Pro及Pixel 9 Pro XL的后继机型。Google在2025年8月20日进行的Made by Google线下发布会中正式发布该机型。该系列手机搭载第五代Tensor芯片，由台积电代工。